# Präsidentschaftswahl in Portugal 1986
Die Präsidentschaftswahl in Portugal 1986 fand am 26. Januar (1. Wahlgang) und 16. Februar (2. Wahlgang) statt.

## Ergebnis
| Kandidaten                                              | Kandidaten                  | Parteien                                   | 1. Wahlgang | 1. Wahlgang | 2. Wahlgang | 2. Wahlgang |
| Kandidaten                                              | Kandidaten                  | Parteien                                   | Stimmen     | %           | Stimmen     | %           |
| ------------------------------------------------------- | --------------------------- | ------------------------------------------ | ----------- | ----------- | ----------- | ----------- |
|                                                         | Mário Soares                | Partido Socialista                         | 1.443.683   | 25,4        | 3.010.756   | 51,2        |
|                                                         | Diogo Freitas do Amaral     | Partido do Centro Democrático Social (PSD) | 2.629.597   | 46,3        | 2.872.064   | 48,8        |
|                                                         | Francisco Salgado Zenha     | Partido Renovador Democrático (PCP)        | 1.185.867   | 20,9        |             |             |
|                                                         | Maria de Lourdes Pintasilgo | União Democrática Popular                  | 418.961     | 7,4         |             |             |
| Gesamt                                                  | Gesamt                      | Gesamt                                     | 5.678.108   | 100         | 5.882.820   | 100         |
|                                                         |                             |                                            |             |             |             |             |
| Leere Stimmzettel                                       | Leere Stimmzettel           | Leere Stimmzettel                          | 17.709      | 0,3         | 20.436      | 0,3         |
| Ungültige Stimmzettel                                   | Ungültige Stimmzettel       | Ungültige Stimmzettel                      | 46.334      | 0,8         | 33.844      | 0,6         |
| Wähler                                                  | Wähler                      | Wähler                                     | 5.742.151   | 75,4        | 5.937.100   | 78,0        |
| Wahlberechtigte                                         | Wahlberechtigte             | Wahlberechtigte                            | 7.617.257   |             | 7.612.733   |             |
|                                                         |                             |                                            |             |             |             |             |
| Quellen: Diário da República, 1. Wahlgang – 2. Wahlgang |                             |                                            |             |             |             |             |